# Contact High
Pour plus de détails, voir Fiche technique et Distribution.
Contact High est un film autrichien réalisé par Michael Glawogger, sorti en 2009.

## Synopsis
Le concessionnaire automobile allemand Harry doit aller chercher un sac en Pologne et donne l'ordre à Schorsch, un escroc, de le faire. Ce dernier n'est pas très enthousiaste, car il n'a plus le permis et préfère regarder les 24 Heures du Mans à la télé. Alors il renvoie la mission à une connaissance, Mao. Mais elle doit garder sa nièce ce week-end et la renvoie à son tour à Max Durst et Hans Wurst, des restaurateurs vendeurs de saucisses, qui acceptent.
Max et Hans essaient de ménager un budget de voyage et font d'abord la route vers Łódź en auto-stop. Mais ils ne trouvent personne et doivent prendre le train. Ainsi commence une série d'événements imprévus.
Quand Harry se rend compte que Schorsch n'est pas en Pologne, il le contraint à suivre avec lui Max et Hans. Toutefois Harry veut juste se contenter d'observer qu'ils ramènent bien le sac de Carlos.
Quand Max et Hans arrivent, ils pensent à autre chose que ce sac. Quand ils passent devant une charcuterie, ils achètent des saucisses. Puis ils prennent le tramway pour se rendre à l'hôtel qui leur a été indiqué et se font prendre sans billet. Enfin ils récupèrent le sac à cet hôtel. Hans et Max décident spontanément de prendre une chambre et partir de Łódź durant la soirée. Lorsqu'ils partent, ils mangent les gâteaux qu'ils avaient avec eux et qui ont été faits par la nièce de Mao. Or ils ont été faits avec des champignons hallucinogènes. Max se procure aussi de l'ecstasy dans une discothèque. Au cours de la soirée, les drogues font leurs effets violemment ; dans leur trip, ils croient que les autres danseurs ont des têtes de chien. Quand Hans croit qu'il n'est plus sous l'effet des drogues, Max lui explique le phénomène du "Contact High". Ils rencontrent Gretchen, une fille qu'ils perçoivent sans tête de chien. Ils rentrent bientôt à l'hôtel puis vont à la gare pour retourner à Vienne. Mais ils prennent un mauvais train qui les conduit à Strumień.
Max rencontre à nouveau Gretchen dans une pizzeria. Ils consomment avec elle des gâteaux contenant du haschich qui les renvoient dans un trip. Harry et Schorsch atteignent enfin Max et Hans et leur demandent le sac de Carlos. La scène finale montre les "cochons" de la police polonaise en train de fumer des joints dans l'épave de la Ford Mustang de Schorsch tandis que passe au-dessus d'eux le train qui "ramène" Hans et Max.

## Fiche technique
- Titre : Contact High
- Réalisation : Michael Glawogger, assisté de Hanus Polak Jr.
- Scénario : Michael Glawogger, Michael Ostrowski
- Musique : Get Well Soon, Devendra Banhart, Calexico[1],[2]...
- Direction artistique : Andreas Donhauser, Renate Martin
- Photographie : Wolfgang Thaler
- Effets : Peter Muehlenkamp
- Montage : Monika Willi
- Production : Erich Lackner (de)
- Sociétés de production : Lotus Film
- Pays d'origine :  Autriche,  Allemagne,  Luxembourg,  Pologne
- Langue : allemand
- Format : Couleurs - 2,35:1 - Mono - 35 mm
- Genre : Comédie
- Durée : 98 minutes
- Dates de sortie :
  - Autriche : 17 avril 2009.
  - Allemagne : 18 juin 2009.

Le film a été présenté en France dans des festivals : Festival Mamers en Mars (2010), EuroCine 27.

## Distribution
- Raimund Wallisch: Johann 'Hans' Wurst
- Michael Ostrowski: Max
- Hilde Dalik (de): Gretchen
- Georg Friedrich: Schorsch
- Detlev Buck: Harry
- Pia Hierzegger: Mao
- Alina Pölzl: Sissi
- Imran Mirza: Pakistani
- Iwona Drozdz: Olga

## Autour du film
- Contact High est une expression parmi les drogués pour désigner quand, sous l'influence du bruit, quelqu'un passe de l'hallucination à un "retour à la réalité".
- Contact High se veut être la suite de Nacktschnecken. Michael Glawogger explique qu'il s'agit d'une trilogie "Sex, drugs and rock'n'roll" ; il ne lui manque plus que la partie "rock'n'roll".

## Source de traduction
- (de) Cet article est partiellement ou en totalité issu de l’article de Wikipédia en allemand intitulé « Contact High » (voir la liste des auteurs).